# Андрей Дреников
Андрей Петков Дреников е български композитор, певец, цигулар, пианист, актьор и комик, шоумен и автор на голяма част от текстовете на своите песни.
Той има родствена връзка с известния пианист Иван Дреников, с оперните певици Валери Попова и Александрина Пендачанска, с Александър Дюма-син и с Бачо Киро.

## Биография
Андрей Дреников е роден в София, в семейство на професионални музиканти. Започва да учи цигулка при Христо Петков, когато е на 5 години. Завършва Българската държавна консерватория (днес Национална музикална академия „Панчо Владигеров“) с цигулка при проф. Боян Лечев.
Още като ученик свири като концертмайстор и солист на камерни оркестри. През студентските си години основава квартет „Дреников“. Формацията съществува до завършване на следването му. В същото време е концертмайстор в Студентския академичен симфоничен оркестър.
Умира на 19 ноември 2023 г. в София.

## Творчество
През 1973 г. работи в Пловдивската филхармония. От 1975 г. до 1977 г. той е концертмайстор на естрадния оркестър „Младост“ към Ансамбъла на Строителни войски, където отбива военната си служба.
Композирайки още от ранна възраст в различни жанрове, творчеството му обхваща стотици детски, театрални и поп песни, музика за над 110 постановки за драматичен и куклен театър в София и страната. Написал е музика за много радио и телевизионни новели, филми, пиеси и други предавания. Като композитор и изпълнител изнася стотици концерти за деца и възрастни със своя музика.
До 1981 г. свири в Симфоничния оркестър на БНР. Три години е водещ на предаването „Музикален магазин“ на БНТ. В БНР води предаването „В музикалното студио“. От 1994 до 2000 г. работи в Центъра за работа с деца в община „Люлин“ в София. През 2016 г. пише химна на УАСГ.

## Награди

### Детски песни
- „Нашето бебе“
- „Песен за приятелството“
- „Балонче“
- „Мечо“
- „Песен за малчуганите“
- „Песен за мечтите“
- „Какво си, приятелство мое“
- „Песен за космонавта“ и др.

### Албуми
- „13 коледни песни“, драматизирани в 5 предавания за БНТ

### Авторски спектакли
- „Спомени на 40“
- „Спомени на 50“

### Младежки конкурс за забавна песен
- „Светът е за двама“
- „Мечтатели“
- „Към България“
- „Заклинание“
- „Пролет е дошла“ и др.

### Театрална музика
- „Кукла букла“ от Панчо Панчев (Специалната награда, Четвърти национален преглед на детско-юношеската драматургия и театър в Търговище 1980 г.)
- „Дамите в четвъртък“ от Л. Белон, реж. Любен Гройс (Награда за оригинална музика, 1981 г.)
- „Театър, любов моя“ от Валери Петров, реж. Младен Киселов (Втори национален преглед на камерни театрални постановки, 1981 г.)
- „Кентървилският призрак“ от Оскар Уайлд („Куклар“, 1996 г.)

Андрей Дреников е награждаван за театрална музика, има над 40 награди за детска музика и награди за естрадна музика на различни поп фестивали. Автор е още на балет-приказка, пиеси за цигулка, пиано, виолончело и други инструментални композиции.